# The Trial (groupe)
Pour les articles homonymes, voir Trial (homonymie).
The Trial est un groupe turco-allemand et suisse de musique alternative expérimentale, dont la musique se situe entre le rock, la pop, la wave, l'industrial et d'autres styles.
Il existait, et existe toujours, des coopérations et collaborations du groupe avec divers musiciens et artistes,,,,,.

## Biographie
Le groupe est formé en 1985 à Berlin par M. Strenge et αlabay, qui à l'époque s'intéressaient principalement à des sujets de critique sociale. Au début, l'illustration musicale était ajoutée par αlabay sous forme de bruit et de collage musical sonores expérimentaux. En 1987, ils se séparent, et αlabay commence à faire de la musique structurée. À l'époque, il n'y avait pas d'intention de devoir appartenir à un style musical précis, mais les influences de The Cure, Joy Division et Sisters of Mercy étaient marquantes. En 1988, αlabay quitte Berlin et déménagea dans le Sud-Ouest de l'Allemagne. S'ensuit entre 1989 et 1995 une période active semée de concerts.
The Trial se rebaptise New Trial en 1993, pour deux raisons : 1993 était censé être un « nouveau départ », et on voulait se distinguer du groupe électro presque homonyme Trial. À partir de 1998, quelques albums sont créés par l'intermédiaire d'Internet et du téléphone, mais le groupe ne se produisit que deux fois sur scène. Entre 2001 et 2005 est produit un album-concept, Statements and Unanswered Questions, qui réinterprète, en collaboration avec le cofondateur M. Strenge, une œuvre prévue mais non réalisée de 1986. Après un grave accident de M. Strenge en 1996, cette réinterprétation de prises de position de critique sociale (le concept de l'album) fut réécrite depuis une perspective tout à fait nouvelle.
En 2003, l'ancien nom est ré-adopté et, depuis 2005, les deux noms sont protégés,,.
En 2006, la décision est prise de retravailler plus souvent en tant que groupe. Cette année constitue d'ailleurs un point tournant, car une œuvre entièrement turque fut enregistrée. Jusque-là cela n'avait été le cas que de quelques pistes. Cette décision fut prise après un séjour à Izmir et Istanbul en 2005, lors duquel se montra toute la dimension des changements de la scène alternative turque. Des groupes comme Replikas, Mor ve Ötesi ou Duman avaient au fil du temps importé des éléments new wave et alternatifs dans une musique qui auparavant, quand elle était alternative, était plutôt marquée de crossover ou metal.

## Style musical
The Trial est formé dans le Berlin-Ouest des années 1980, à une époque marquée par le manque de perspectives que causaient la guerre froide et des tensions sociales. Le caractère accusateur, de critique sociale, et pessimiste des paroles laissa également germer l'idée de se trouver en procès avec la société - the trial, la procédure judiciaire/le procès (en allusion au Procès de Kafka). L'ambiguïté de cette notion favorisait en retour le côté expérimental de la musique. Au début, M. Strenge était le plus critique des deux, tandis qu'alabay écrivait plutôt des paroles émotionnelles, presque banales, typées wave/pop. 
Une des particularités de leurs textes était que ceux-ci n'étaient pas unilingues. À côté de textes anglais se trouvaient des textes allemands, français et turcs. La langue turque y tenait un rôle tout particulier, car elle passait en ces temps pour exotique dans la musique alternative. Vers 2005/2006, alabay remarqua qu'en turc, on peut verbaliser des choses qu'on ne pourrait exprimer ni ressentir telles quelles en allemand ni en anglais. Comme en fin de compte tout est plus ou moins traduisible, l'usage de plusieurs langues est un outil qui permet de briser l'étroitesse d'une seule pensée
linguistique/culturelle.

## Instruments
Les premiers enregistrements sont faits avec tout ce qui se trouvait à portée de main, à commencer par une guitare acoustique et un petit Yamaha PSS-401. À partir de 1988 se présenta la possibilité d'utiliser des instruments plus exotiques : dulcimer, psaltérion, monocorde et similaires. S'y ajoutent comme instruments principaux la batterie, le piano et la basse. La guitare électrique est utilisée ponctuellement à partir de 1987, mais ne trouva son rôle principal, typique du rock, qu'à partir de 1989. Suivirent des années d'instrumentation « normale », parfois soutenue par du violon ou du saxophone. En 2000 est franchie une étape importante : le saz (luth à manche long) est introduit en tant qu'un des instruments principaux du groupe. Depuis, il est utilisé pour enregistrer des passages en partie fortement dénaturés, non entendus auparavant sous cette forme dans le rock turc. Plus tard, le groupe utilisa aussi des ordinateurs, poubelles, réfrigérateurs, et des sons d'environnement enregistrés lors de voyages.

## Projets parallèles
αlabay participe aussi au groupe unlustig!. Pfeuti a publié deux albums avec le groupe hardcore Radical Development. Il participe au groupe noise Tumorchester. Mik@ était à une époque entre autres membre des groupes d'industrial Sheba Wore No Nylons et DL. En outre, il travaille en solo dans le domaine industrial, sous le nom The M.M.V.P,. M. Vassallo, membre du groupe entre 1996 et 2003, est le fondateur du projet dark-ambient Arbre Noir.

## Membres

### Membres actuels
- αlabay - chant, instruments, paroles
- Pfeuti - batterie (1989–1991, depuis 1996)
- Lady Ophreusis - chant (depuis 2003)

### Anciens membres
- M. Strenge - paroles (membre fondateur, 1985–1987)
- T. Liebscher - chant, instruments (1988, 1997)
- T. Warlo - batterie (1988–1991)
- B. Möhrle - claviers, synthétiseur, piano électrique (1991–1993, 1999)
- A. Schwab - batterie (1991–1993)
- K. Jehle - basse (1992–1993, 1999–2001)
- A. Thoma - guitare (1994–1995, 1999)
- S. Kerzenmacher - basse, saxophone (1994–1999)
- T. Seiter - batterie (1994–1996)
- M. Vassallo - guitare, percussions, synthétiseur (1996–2003)
- Mik@ - synthétiseur (2003–2014)

## Discographie

### Albums
- 1988 : Gift (1988; Trial Communications), MC[17]
- 1988 : Lavenderblue Dream (Trial Communications), MC
- 1988 : The Forgotten Clutch (Waldeck Sound), MC
- 1989 : Temple Of The Bergamotte (Waldeck Sound), MC
- 1990 : You'll Never Fail Until You Stop Trying (Waldeck Sound), MC
- 1993 : Existence (Trial Communications), MC
- 1996 : Public Domain (Trial Communications), MC
- 1998 : Prænatal Postmodern (Zodiakom), 2CDr
- 2001 : Nacht der Illusion (Zodiakom), CDr
- 2002 : Dolunay (Zodiakom)[18]
- 2003 : The Geisterfahrer EP (Zodiakom), CD[19],[20]
- 2006 : Statements and Unanswered Questions (Zodiakom), 2CDr
- 2006 : Lucifer Lux (Zodiakom), 2CDr
- 2007 : Mimarlar (Zodiakom), CDr
- 2008 : Feuerblume (Zodiakom), CDr
- 2009 : Tuz Katedrali (Zodiakom), CDr/MP3
- 2011 : Köln Oturumu (Zodiakom), CDr/MP3
- 2013 : Hürriyet (Zodiakom), CDr/MP3
- 2013 : Postmortem (Zodiakom), MP3
- 2013 : Esaret (Zodiakom/con-area), MP3
- 2015 : unlustig (Zodiakom), CDr/MP3

### Contributions
- Godfathers of German Gothic III : Heaven (Asylum 4) (1997; Subterranean/Euro Media), CD[21]
- Dssg Sampler : 1668 (2001; dssg), CD[21],[22],[23]
- Dssg Sampler 2 : Tinsmith & Crossbow (2003; dssg), CD[21],[22],[23]
- Freiburgtapesvolume 4 : Üç küp (2008; Jazzhaus Records), CD[21],[24]